# Jezioro Długie (Wysoczyzna Polanowska)
Długie Jezioro (kaszb. Jezoro Dłudżé) – jezioro wytopiskowe na Wysoczyźnie Polanowskiej w gminie Czarna Dąbrówka powiatu bytowskiego (województwo pomorskie), na południe od Kartkowa, na obszarze Parku Krajobrazowego Dolina Słupi.

## Dane morfometryczne
Powierzchnia zwierciadła wody według różnych źródeł wynosi od 17 ha do 18,5 ha.
Zwierciadło wody położone jest na wysokości 109,7 m n.p.m.

## Hydronimia
Według urzędowego spisu opracowanego przez Komisję Nazw Miejscowości i Obiektów Fizjograficznych (KNMiOF) nazwa tego jeziora to Długie Jezioro.